# Аліша Класс
Алі́ша Класс (англ. Alisha Klass, нар. 3 січня 1972 року, Чино, Каліфорнія, США) — американська порноакторка.

## Життєпис
У 2001 році вивчала режисуру та сценарне мистецтво в UCLA.  
Потрапила в порноіндустрію в 1997 році та спеціалізується на анальних сценах. Відома роботами із режисером Сеймуром Баттс, з яким була заручена. 
Була ведучою телевізійного шоу Playboy «Inside Adult» і авторкою колонки в журналі Club Confidential.
Недовго зустрічалася зі спортивним агентом Деном Лозано.

## Премії та номінації
- 1998 XRCO Best Anal/DP Scene for Behind the Sphinc Door[3]
- 1999 XRCO Best Anal/DP Scene for Tushy Heaven[3]
- 1999 XRCO Best Girl-Girl Scene for Tampa Tushy Fest 1[3]
- 1999 AVN Best Anal Sex Scene — Video for Tushy Heaven[4]
- 1999 AVN Best Group Sex Scene — Video for Tushy Heaven[4]
- 1999 AVN Best New Starlet[4]
- 1999 F.O.X.E Female Fan Favorite[5]
- 2000 AVN Best All-Girl Sex Scene — Video for Tampa Tushy Fest[4]
- 2000 AVN Female Performer of the Year номінація[6]
- 2001 AVN Best Group Sex Scene — Video for Mission to Uranus[4]